# Директива 2009/50/ЕС
Директива 2009/50/ЕС, официальное название Директива Совета ЕС 2009/50/ЕС от 25 мая 2009 г. "об условиях въезда и проживания граждан третьих стран для целей осуществления высококвалифицированной трудовой деятельности" (англ. Council Directive 2009/50/EC of 25 May 2009 on the conditions of entry and residence of third-country nationals for the purposes of highly qualified employment) — нормативный акт, который регулирует иммиграционную политику в отношении порядка въезда и проживания, выдачи государствами-членами ЕС долгосрочных виз и видов на жительство, правового статуса и условий, на которых законно проживающие на территории государства-члена ЕС граждане третьих стран могут проживать в других государствах-членах ЕС. Документ был принят 25 мая 2009 года в Брюсселе Европарламентом и Советом Европейского союза и вступил в силу 19 июня 2009 года.

## История создания
Идея закрепления и гарантирования прав для трудовых мигрантов (высококвалифицированных специалистов) выходцев из стран не членов Европейского Союза вынашивалась давно. Среди наиболее последовательных сторонников разработки вышеупомянутой Директивы следует отнести экс-председателя Европейской Комиссии Жозе Мануэля Баррозу и заместитель председателя Европейской комиссии, европейский комиссар по вопросам юстиции, свободы и безопасности — Франко Фраттини. Баррозу отстаивал эту идею подчеркивая, что трудовая миграция в Европу повышает конкурентоспособность и экономический рост, а также помогает решать демографические проблемы в Европе. Более того, по его словам высококвалифицированным мигрантам (которые законно проживают в ЕС) должны быть созданы все условия для жизни и работы, предоставление чёткого набора прав. При этом, нормы Директивы должны были быть направлены на защиту граждан ЕС от недобросовестной конкуренции на рынка труда, вызванного нелегальными мигрантами. Фраттини ко всему вышесказанному добавлял, что Директива будет направлена на создание привлекательного имиджа Европейского Союза для трудовых мигрантов, по аналогии с США, Австралией и Канадой.
Среди противников введения голубой карты были Великобритания и Ирландия, которые в январе 2008 года официально заявили, что отказываются принимать участие в разработке и принятии этой идеи и Директивы 2009/50/ЕС в целом. Нашлись противники и среди стран Европейского Союза, где правительство Австрии, Германии и Нидерландов выступили с критикой. Не смотря на это, депутаты Европарламента утвердили «консультационный» доклад по данной Директиве и приняли документ за основу с результатом голосования: 388 голосов «за», 56 «против» и 124 воздержавшихся.
В 2016 году член Еврокомиссии по вопросам иммиграции и внутренним делам Димитрис Аврамопулос объявил, что на данный момент ведётся работа по разработке с последующим принятием поправок к Директиве 2009/50/ЕС, которые будут направлены на упрощение получения голубой карты и сокращения требований для высококвалифицированных работников выходцев из третьих стран.

## Характеристика документа

### Структура
- Преамбула (Whereas, состоит из п[6]. 1-29);
- Глава I. Общие положения (Chapter I General provisions, состоит из ст. 1-4);
- Глава II. Условия принятия (Chapter II Conditions of admission, состоит из ст. 5, 6);
- Глава III. Голубая карта ЕС процедура и прозрачность (Chapter III EU Blue Card, procedure and transparency, состоит из ст. 7-11);
- Глава IV. Права (Chapter IV Rights, состоит из ст. 12-17);
- Глава V. Проживание в других государствах-членах ЕС (Chapter V Residence in other member states, состоит из ст. 18, 19);
- Глава VI. Заключительные положения (Chapter VI Final provisions, состоит из ст. 20-25)[7][8]

### Задачи
Среди главных задач Директивы 2009/50/ЕС была гармонизация законодательства относительно привлечения трудовых мигрантов (высококвалифицированных специалистов) выходцев из стран не членов Европейского Союза, а также введение документа под названием — голубая карта.